# Taimuras Aslanbekowitsch Dsgojew
Taimuras Aslanbekowitsch Dsgojew (russisch Таймураз Асланбекович Дзгоев; * 24. Juli 1961 in Ordschonikidse) ist ein ehemaliger sowjetischer Ringer. Er war Weltmeister im freien Stil im Mittelgewicht in den Jahren 1982 und 1983.

## Werdegang
Taimuras Dsgojew wuchs in Ordschonikidse in Nordossetien auf. Sein Vater war Aslanbek Dsgojew, einer der renommiertesten Trainer für den freien Stil in der Sowjetunion. Deshalb ist es erklärlich, dass sich Dsgojew bereits seit frühester Jugend auf der Ringermatte „herumtrieb“ und mit 10 Jahren mit einem gezielten Ringertraining begann. Seinen ersten Erfolg als Jugendlicher feierte er 1972 bei einem Städteturnier in Grosny, als er in der Gewichtsklasse bis 37 kg Körpergewicht den 1. Preis gewann und im Jahre 1974 hatte er  bereits die Kriterien für den Titel „Meister des Sports“ erfüllt. 1975 wurde Dsgojew Jugendmeister der RSFSR, dem größten Teilstaat der Sowjetunion. Von 1977 bis 1980 wurde er dann viermal in Folge sowjetischer Jugend- bzw. Juniorenmeister im freien Stil in verschiedenen Gewichtsklassen.
Seinen ersten großen internationalen Erfolg erzielte er 1981, als er in Vancouver in Kanada Junioren-Weltmeister im freien Stil im Weltergewicht vor dem Japaner Naomi Higushi und Barban Sabancioglu aus der Türkei wurde. Diese erfolgreiche Karriere setzte Dsgojew im Jahre 1982 bei den Senioren zielgerichtet fort, denn er wurde in Edmonton, also wieder in Kanada, auch Weltmeister bei den Senioren im Mittelgewicht. Er besiegte dabei u. a. Olympiasieger David Schultz aus den Vereinigten Staaten mit 7:5 Punkten und ließ im Finale auch dem Bulgaren Efraim Kamberow keine Chance.
In den Jahren 1982 und 1983 wurde er auch sowjetischer Meister im Mittelgewicht.
Im Jahre 1983 verteidigte Dsgojew den WM-Titel bei der Weltmeisterschaft in Kiew erfolgreich. Er landete dabei u. a. Siege über Josef Lohyna, Tschechoslowakei, Efraim Kamberow und gewann im Endkampf gegen den Mongolen Dsewegiin Düwtschin.
Im Jahre 1984 wurde er durch die Politiker um die Chance gebracht, auch Olympiasieger zu werden. Im Mai des Jahres 1985 beteiligte sich Taimuras Dsgojew in Tokio an den sog. „World-Super-Championships“. Dabei handelte es sich keineswegs um eine Weltmeisterschaft, sondern um ein Einladungsturnier des japanischen Ringerverbandes. Bei diesem eher unbedeutenden Turnier verletzte sich Taimuras Dsgojew im Kampf gegen Mark Schultz aus den USA so schwer, dass er Abschied dem Ringersport nehmen musste.
Die Ringerlaufbahn von Taimuras war sehr kurz aber ungemein erfolgreich. Schon während dieser Laufbahn studierte er an der Karatschaier-tscherkessischen staatlichen pädagogischen Hochschule physische Erziehung und Sport und schloss dieses Studium 1984 ab. Anschließend studierte er an der ökonomischen Fakultät der Universität in Ordschonikidse und schloss auch dieses Studium 1988 erfolgreich ab.

## Internationale Erfolge
(WM = Weltmeisterschaft, F = Freistil, We = Weltergewicht, Mi = Mittelgewicht, damals bis 74 kg bzw. 82 kg Körpergewicht)
- 1981, 1. Platz, Junioren-WM in Vancouver, F, We, vor Naomi Higashi, Japan, Barban Sabancioglu, Türkei, Rudy Seghers, Belgien u. Wassko Manow, Bulgarien;

- 1982, 1. Platz, WM in Edmonton, F, Mi, vor Efraim Kamberow, Bulgarien, David Schultz, USA, Akira Ōta, Japan u. Leszek Ciota, Polen;

- 1983, 1. Platz, Großer Preis der Bundesrepublik Deutschland in Aschaffenburg, F, Mi, vor Bodo Lukowski, BRD, Peter Syring, DDR u. Leszek Ciota;

- 1983, 1. Platz, WM in Kiew, F, Mi, vor Dsewegiin Düwtschin, Mongolei, Efraim Kamberow, Jozef Lohyňa, CSSR u. Reşit Karabacak, Türkei;

- 1985, 2. Platz, World-Super-Championships in Tokio, F, Mi, hinter Mark Schultz, USA u. vor Kikuo Yasuda, Japan